# Zwartwordende wasplaat
De zwartwordende wasplaat (Hygrocybe conica) is een paddenstoel die behoort tot de familie Hygrophoraceae. Hij leeft als saprotroof in niet of weinig bemeste graslanden, vochtige duinvalleien, wegbermen, rietlanden, ook vrij vaak in loofbossen op zeer uiteenlopende, natte tot droge, zure tot basische bodemtypen.

## Kenmerken

### Uiterlijke kenmerken
Hoed
De hoed is van 1-3 (5) cm. De vorm is kegelvormig. Het oppervlak is vezelig. De bovenkant van de hoed is niet plakkerig, kaal of fijn radiaal zijdeachtig. De kleur is geeloranje tot rood; het wordt grijs met de leeftijd, later zwart (vandaar de naam). Het zwart worden gebeurt ook door het kneuzen van de paddenstoel. Met KOH kleurt het hoedoppervlak niet zwart.
Lamellen
De lamellen staan bijna vrij van de steel. Ze zijn wasachtig, lichtgeel en worden later zwart. Bij kneuzing kleuren de lamellen bleek tot donkergrijs of zwart. Korte lamellen zijn vrij frequent aanwezig.
Steel
De steel is maximaal 6 cm lang en een heeft dikte van ongeveer 5 mm. De vezelige, gele steel wordt net als de hoed later zwart. De onderkant van de steel is kleurloos.
Geur
De geur is onopvallend.
Sporenprint
De sporenprint is wit.

### Microscopische kenmerken
De basidia hebben 2 of 4 sterigmata en meten 28-50 x 7,5-14 um. De basidiosporen zijn inamyloïde, ellipsoïde, soms wat ingesnoerd en meten 7-9 × 4,5-6 µm (4 sporig) of 8-12 (14) × 6-7,5 µm (2 sporig). Het Q-getal is 1,3-2,2 en Q-avg is 1,5 tot 1,9. Cystidia zijn niet aanwezig. Het lamelaire trama heeft parallele hyfen. De pileipellis is een ixocutis. Alle elementen (inclusief sporen) worden bruinachtig tot donkerbruin in KOH op zwartgeblakerde exemplaren.

## Habitat
De soort komt algemeen voor in niet bemest en voedselarm grasland of op vochtige heide in de herfst.

## Verspreiding
De zwartwordende wasplaat komt voor in Australië, Nieuw-Guinea, Zuid- en Noord-Amerika, Noord-Azië en Noord-Afrika. In Europa is het verspreid van de Middellandse Zeegebied tot Scandinavië en IJsland. In Nederland komt hij zeer algemeen voor. Hij staat niet op de rode lijst en is niet bedreigd. 

## Eetbaarheid
De paddenstoel is zwak giftig. Hij veroorzaakt darmstroornissen.

## Foto's

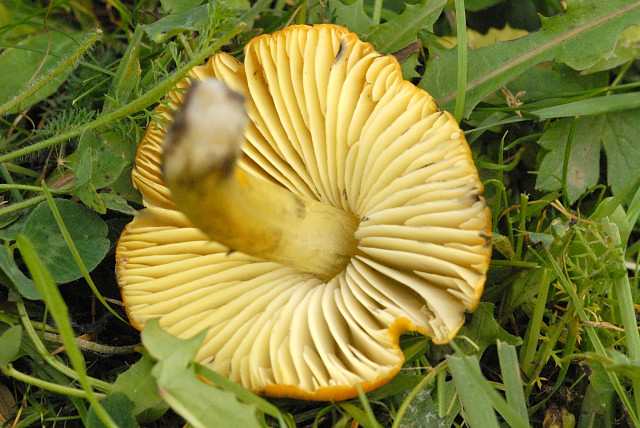
Lamellen
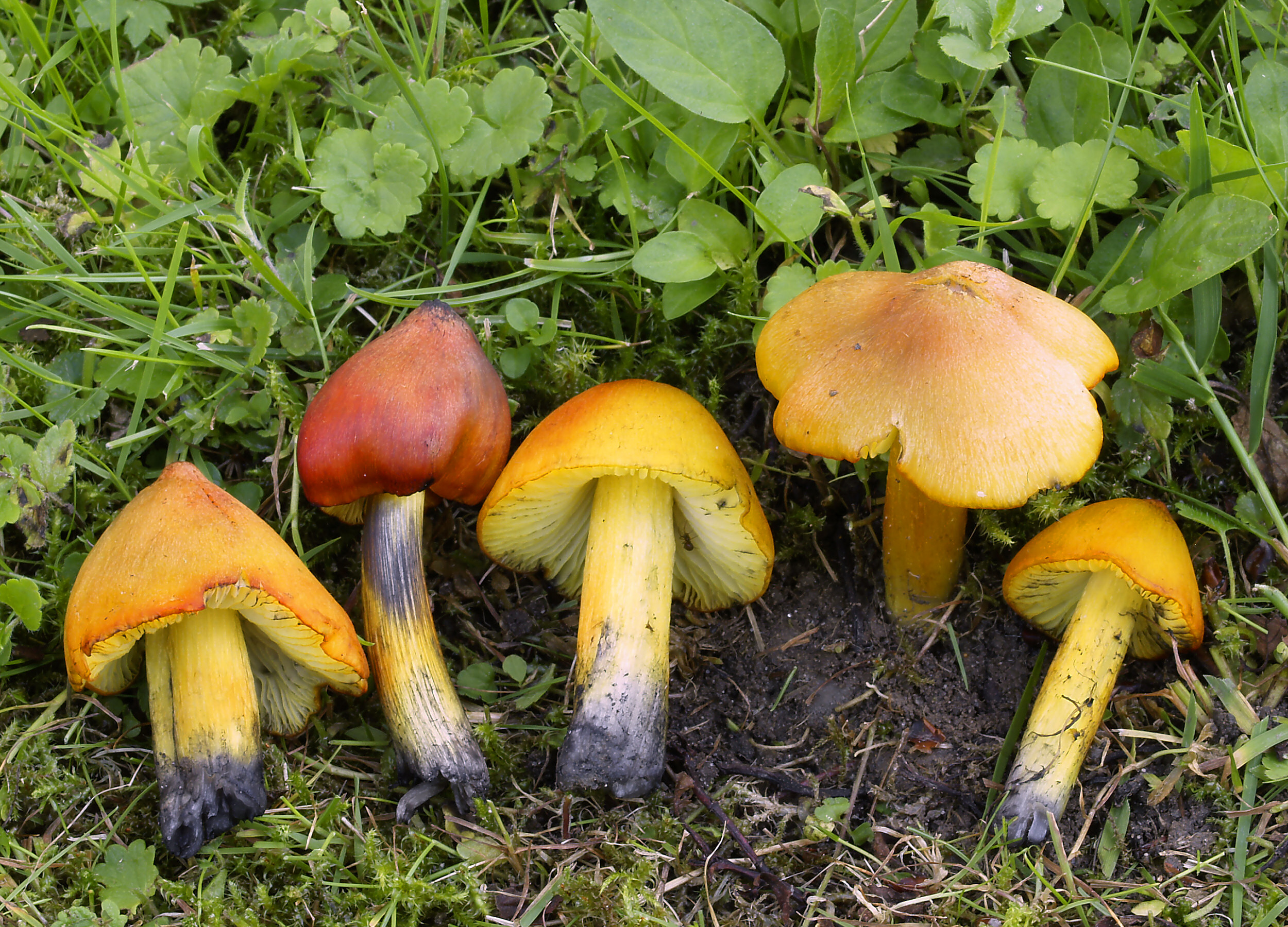
Meerdere exemplaren
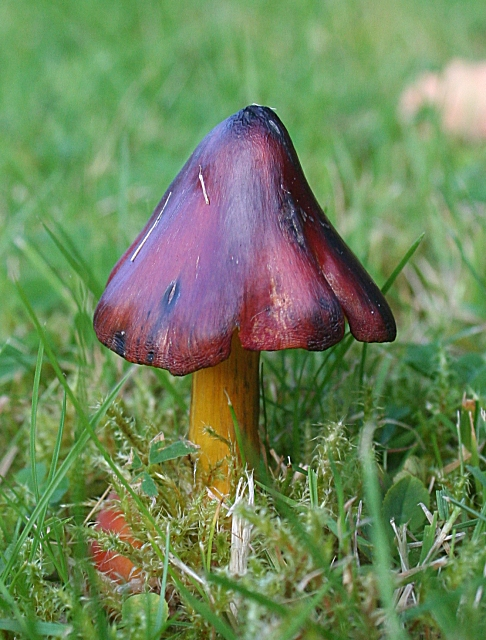
Ouder exemplaar
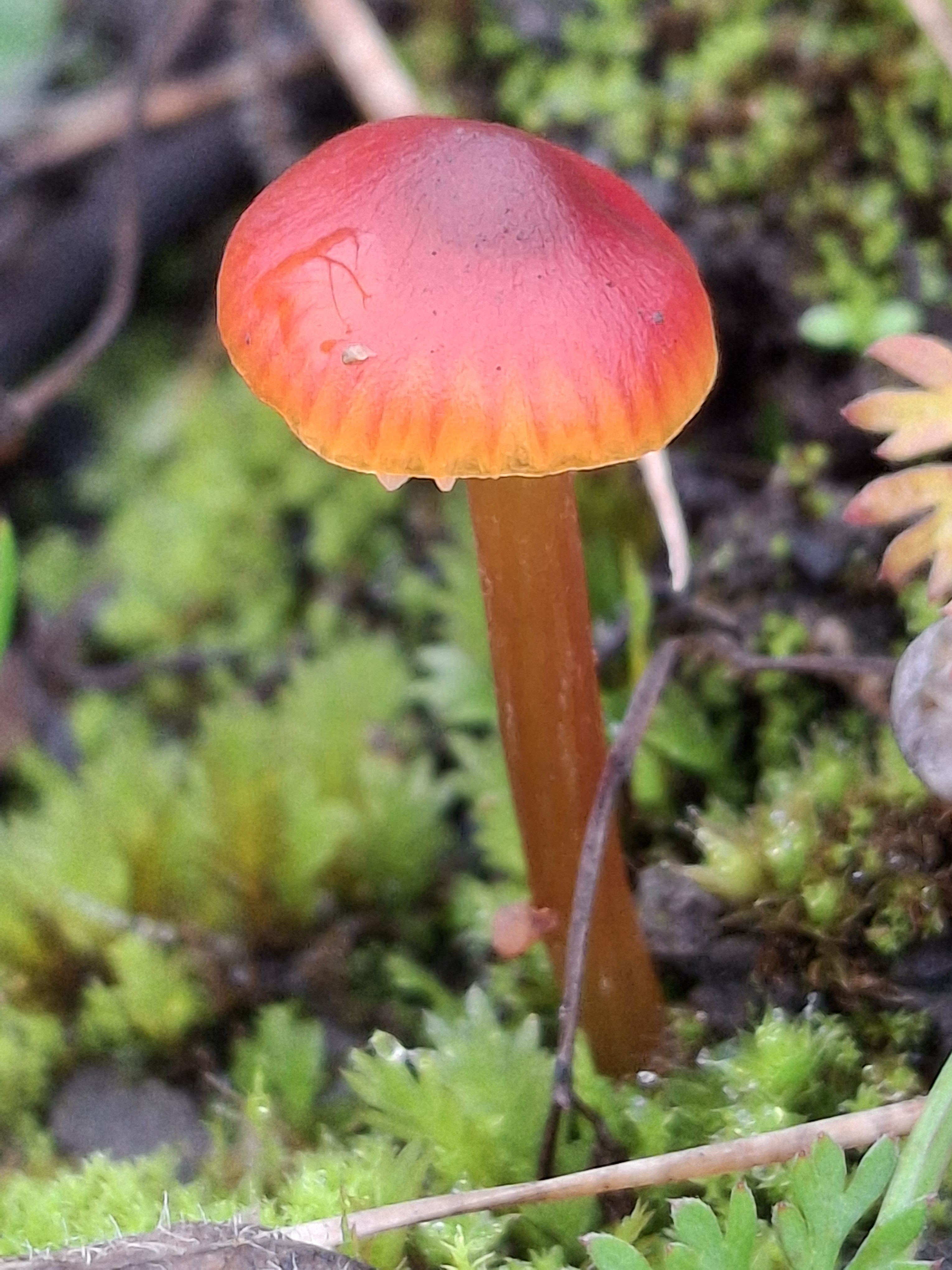
Jong exemplaar